# Elezioni presidenziali nella Repubblica Centrafricana del 1999
Le elezioni presidenziali nella Repubblica Centrafricana del 1999 si tennero il 19 settembre.

## Risultati
| Candidati           | Partiti                                               | Voti      | %     |
| ------------------- | ----------------------------------------------------- | --------- | ----- |
| Ange-Félix Patassé  | Movimento per la Liberazione del Popolo Centrafricano | 517 993   | 51,33 |
| André Kolingba      | Raggruppamento Democratico Centrafricano              | 194 486   | 19,27 |
| David Dacko         | Movimento per la Democrazia e lo Sviluppo             | 111 868   | 11,09 |
| Abel Goumba         | Fronte Patriottico per il Progresso                   | 66 218    | 6,56  |
| Henri Pouzère       | Indipendente                                          | 42 038    | 4,17  |
| Jean-Paul Ngoupandé | Partito di Unità Nazionale                            | 31 952    | 3,17  |
| Enoch Derant Lakoué | Partito Social Democratico                            | 13 344    | 1,32  |
| Charles Massi       | Forum Democratico per la Modernità                    | 13 143    | 1,30  |
| Fidèle Gouandjika   | Indipendente                                          | 9 431     | 0,93  |
| Joseph Abossolo     | Indipendente                                          | 8 626     | 0,85  |
| Totale              | Totale                                                | 1 009 099 | 100   |